# Kroatiens håndboldforbund
Hrvatski rukometni savez er det kroatiske håndboldforbund. Det holder til i Zagreb.
Forbundet organiserer de to øverste håndboldrækker i Kroatien samt deres landshold i både almindelig håndbold og i strandhåndbold.
Håndboldarbejdskomitéen blev først oprettet i Zagreb i 1940 og i de efterfølgende år blev Hrvatski rukometni savez oprettet i den selvstændige stat, Kroatien. Efter anden verdenskrig blev det omdøbt til det kroatiske håndboldforbund og overdrog magten til det jugoslaviske håndboldforbund. Efter Kroatiens uafhængighed fra Jugoslavien, repræsenterede det kroatiske håndboldforbund igen Kroatien. Det tilmeldte sig den europæiske håndboldforbund, European Handball Federation og det internationale håndboldforbund i 1992.

## Kroatien har været vært for følgende slutrunder
- EM for mænd i 2000
- VM for kvinder i 2003
- VM for mænd i 2009